# Tragiczny dzień
Tragiczny dzień – czwarta część komiksu z serii Tajemnica złotej maczety autorstwa Władysława Krupki (scenariusz) i Jerzego Wróblewskiego (rysunki).

## Fabuła komiksu
Michał, Wacek i Maciek kolejny raz odwiedzają pana Witolda, który na prośbę chłopców kontynuuje swoją opowieść o przygodach, które przeżył w czasie drugiej wojny światowej w Algierii. Pan Witold razem z algierskimi bojownikami ruchu oporu opuszcza pustynną oazę Ghardaja, udają się z powrotem na północ. Docierają do kolejnej osady, w której zatrzymują się na kilka dni. Tam pan Witold podejmuje się wykonania niebezpiecznego rozkazu w mieście Aflou, gdzie ma udać się z przyjacielem z ruchu oporu Allalem. Na pożegnanie za okazane dotychczas męstwo i zaangażowanie w walkę porucznik Witold otrzymuje od dowódcy złotą maczetę, fetysz mający go chronić od złego i doprowadzić szczęśliwie do ojczyzny. Po kilku godzinach Witold z Allalem docierają do celu podróży. Po tygodniu oczekiwania na rozkazy, Saba córka gospodarza domu, w którym mieszkają zaprowadza ich do pustego mieszkania w centrum miasta. Tam spotykają człowieka o pseudonimie Dżin, który wprowadza ich w szczegóły akcji. Przez kilka miesięcy razem przeprowadzają wile udanych operacji zbrojnych. Jedna z kolejnych operacji - wyrok na szefa miejscowej administracji kończy się porażką, w akcji ginie przyjaciel pana Witolda Allal. Dżin pomaga Witoldowi opuścić miasto, wysyła go transportem kolejowym do Oranu. Tu pana Witolda zastaje desant anglo-amerykański, który 8 listopada 1942 roku pod dowództwem generała Andersona zajmuje miasto.

## Nakład i wydania
- wydanie  I 1986 - "Sport i Turystyka", nakład: 100 250 egzemplarzy
- wydanie II 1989 - "Sport i Turystyka", nakład: 100 250 egzemplarzy